# Mike Cahill (Regisseur)

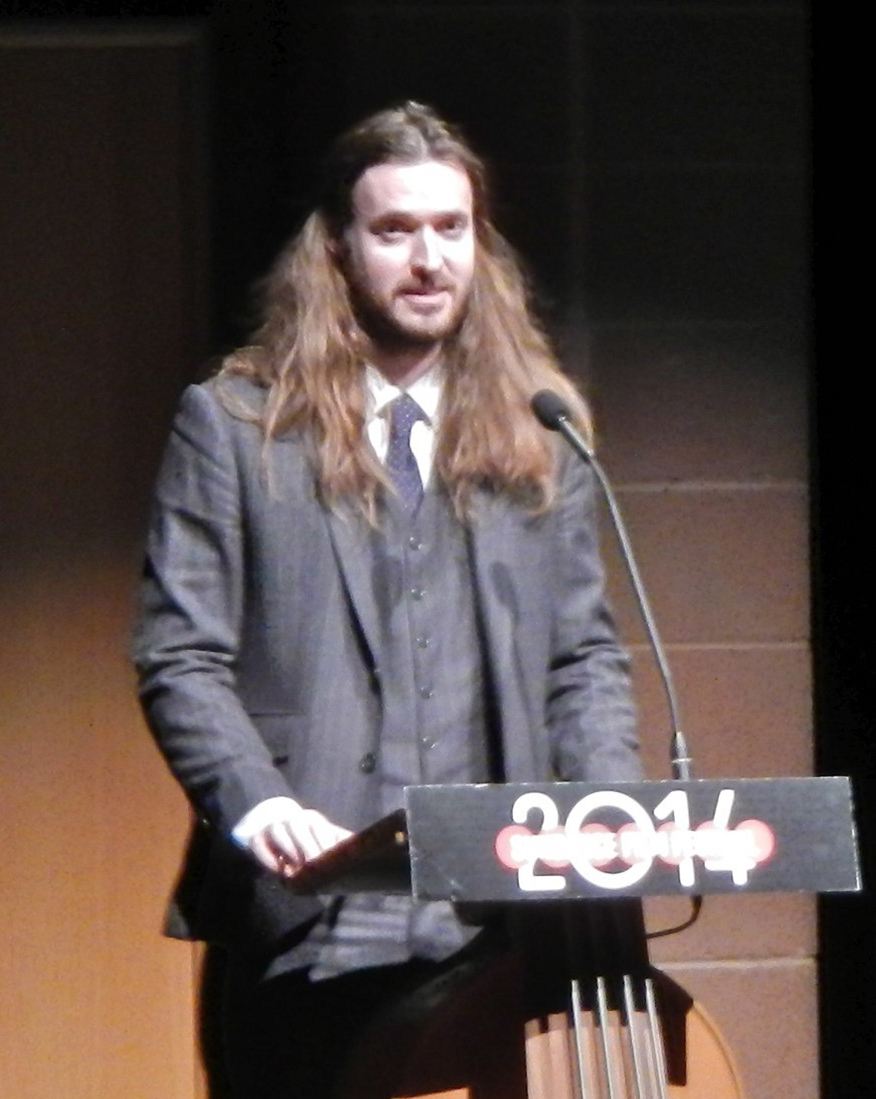
Mike Cahill, 2014

Mike Cahill (* 5. Juli 1979 in New Haven, Connecticut) ist ein US-amerikanischer Regisseur, Drehbuchautor und Produzent.

## Leben und Karriere
Cahill studierte an der Georgetown-Universität Volkswirtschaft und beendete diese 2001. Auf den dortigen Filmfestspielen lernte er dann Brit Marling kennen, die ebenfalls eine Schauspielerin und Regisseurin ist, und baute eine Beziehung zu ihr auf. Erste Fernseh- und Kurzfilme machte er mit und für National Geographic Society.
Cahill lebt in Brooklyn.

## Filmografie
- 2003: Crittercam
- 2004: Boxers and Ballerinas
- 2005: Leonard Cohen: I’m Your Man
- 2007: Bear Island
- 2011: Another Earth
- 2014: I Origins – Im Auge des Ursprungs (I Origins)
- 2021: Bliss